# Kuris (Armenia)
Kuris – wieś w Armenii, w prowincji Sjunik. W 2011 roku liczyła 44 mieszkańców.